# Cantó de Saint-Arnoult-en-Yvelines
El cantó de Saint-Arnoult-en-Yvelines és un antic cantó francès del departament d'Yvelines, que estava situat al districte de Rambouillet. Comptava amb 17 municipis i el cap era Saint-Arnoult-en-Yvelines.
Al 2015 va desaparèixer i el seu territori va passar a formar part del cantó de Rambouillet.

## Municipis
- Ablis
- Allainville
- Boinville-le-Gaillard
- Bonnelles
- Bullion
- La Celle-les-Bordes
- Clairefontaine-en-Yvelines
- Longvilliers
- Orsonville
- Paray-Douaville
- Ponthévrard
- Prunay-en-Yvelines
- Rochefort-en-Yvelines
- Saint-Arnoult-en-Yvelines
- Saint-Martin-de-Bréthencourt
- Sainte-Mesme
- Sonchamp

## Història
| Data d'elecció                           | Identitat                  | Partit                            | Qualitat |
| ---------------------------------------- | -------------------------- | --------------------------------- | -------- |
| 1967-1979                                | Jacqueline Thome-Patenôtre | radical, després PRG, després UDF |          |
| 1979-1985                                | Jean-Louis Barth           | PS                                |          |
| 1985-1998                                | Michel Dobremelle          | UDF                               |          |
| 1998-                                    | Jean-Louis Barth           | Divers gauche                     |          |
| les dades anteriors no són pas conegudes |                            |                                   |          |
|                                          |                            |                                   |          |